# Jugenheim in Rheinhessen
Jugenheim in Rheinhessen est une municipalité de la Verbandsgemeinde Nieder-Olm, dans l'arrondissement de Mayence-Bingen, en Rhénanie-Palatinat, dans l'ouest de l'Allemagne.

## Illustrations

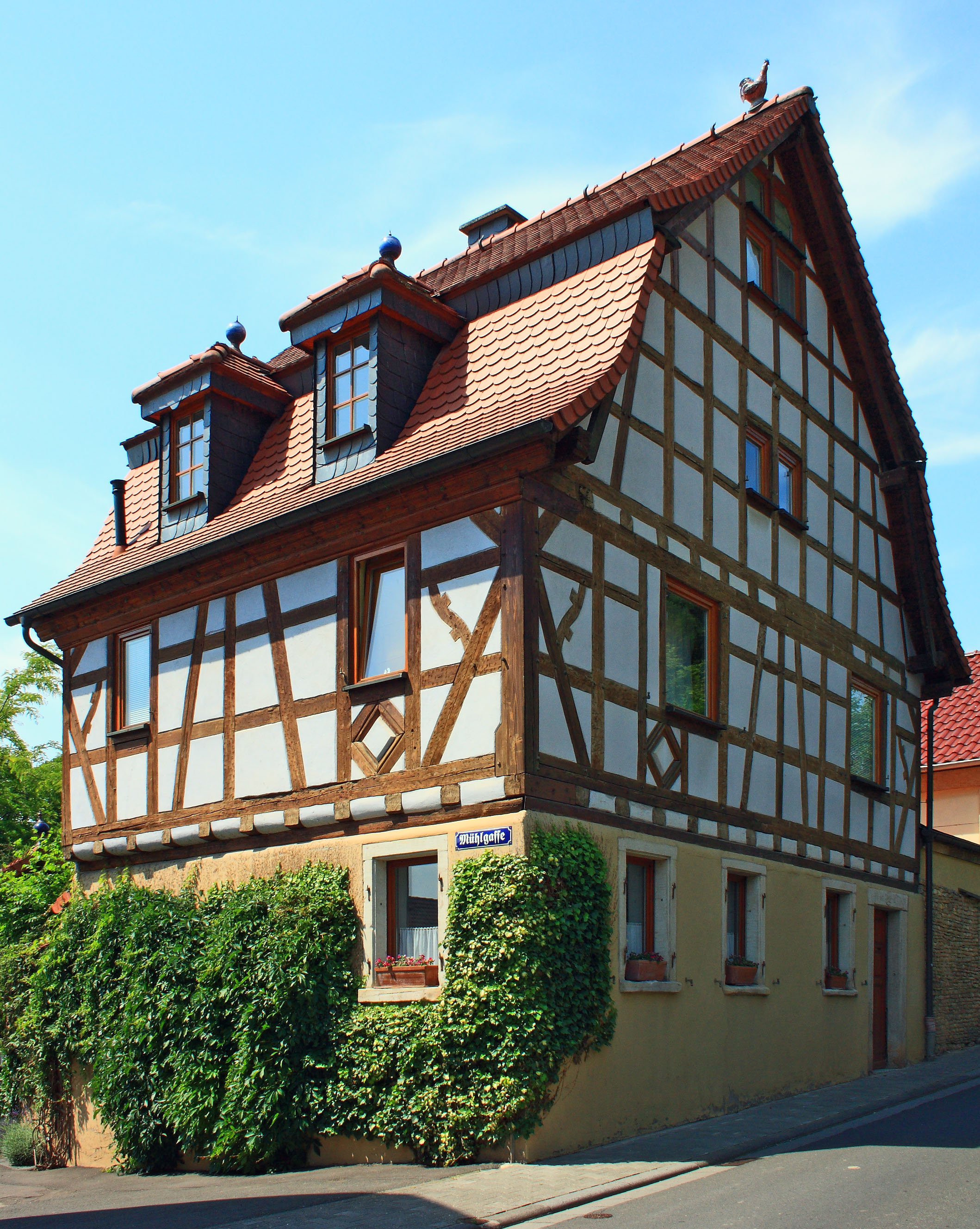
Maison traditionnelle
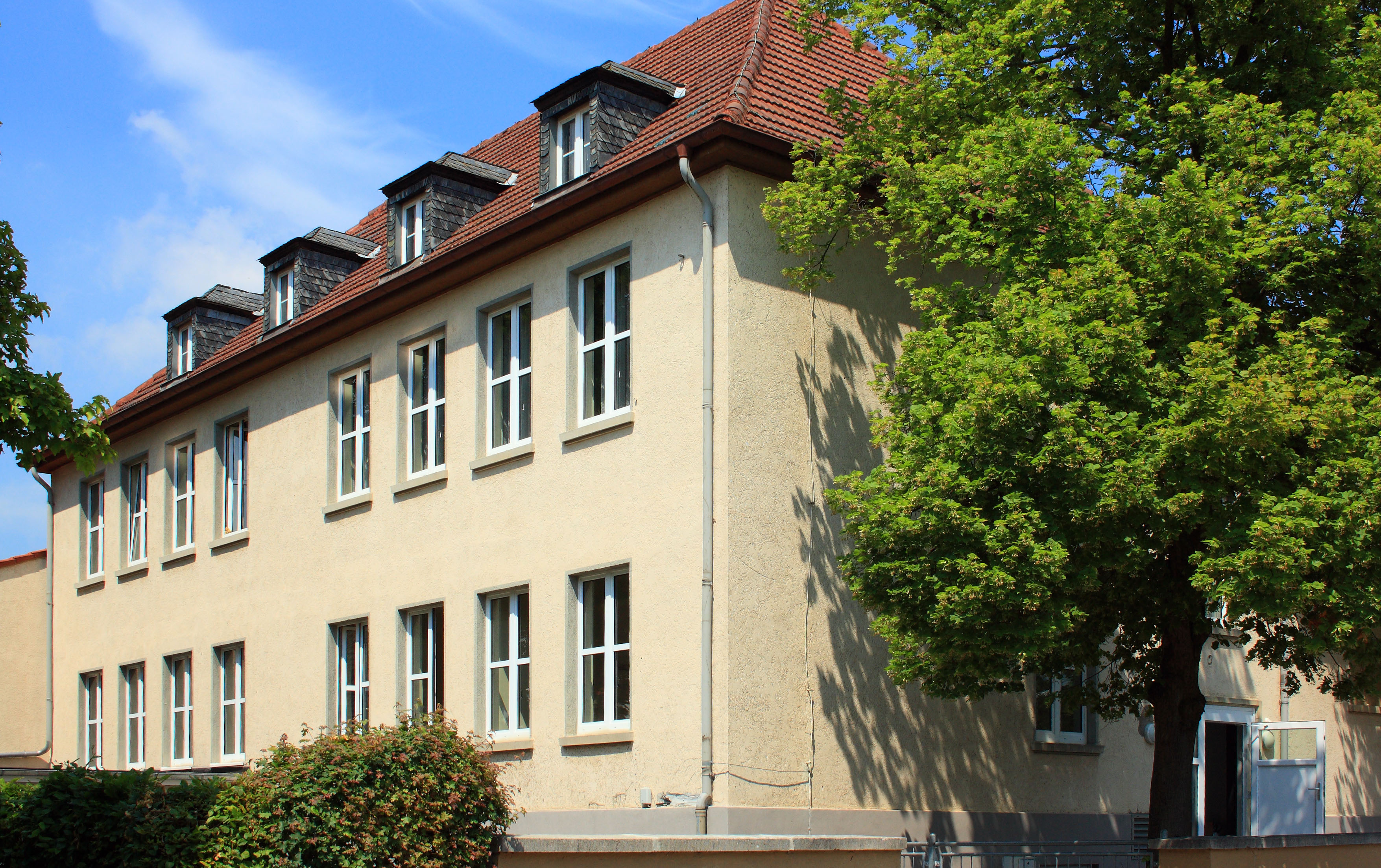
Mairie de Jugenheim in Rheinhessen
Localisation de Jugenheim in Rheinhessen dans la Verbandsgemeide et dans l'arrondissement